# The Garden of Sinners
Kara no Kyōkai (空の境界, lit. Frontière du Néant), ou The Garden of Sinners, est une série de light novel de Kinoko Nasu et Takashi Takeuchi qui a été adaptée en une série de films d'animation entre 2007 et 2013 par le studio ufotable. Kara no Kyōkai est son titre, et The Garden of Sinners son sous-titre.

## Synopsis du premier film
Une série de suicides concernant des jeunes filles sans histoires ont lieu dans un immeuble abandonné, et tous semblent inexplicables. La police tente d'élucider le mystère, mais la seule justification possible pour la population serait dans la présence d'un fantôme sur les lieux des crimes. 

## Fiche technique
- Réalisateur : Ei Aoki
- Scénario : Kinoko Nasu d’après l'œuvre originale Kara no kyōkai
- Image : Seiji Matsuda, Yuichi Terao
- Animation : Tomonori Sudo
- Direction artistique : Nobutaka Ike
- Musique : Yuki Kajiura
- Producteur : Hikaru Kondo
- Production : Ufotable

## Doublage
- Maaya Sakamoto : Shiki Ryougi (VF : Hélène Bizot)
- Ken’ichi Suzumura : Mikiya Kokuto (VF : Yannick Blivet)
- Takako Honda : Toko Aozaki (VF : Bérangère Jean)
- Ayumi Fujimura : Azaka Kokuto (VF : Jennifer Fauveau)
- Rie Tanaka : Kirie Fujo (VF : Isabelle Volpe)
- Hiroki Touchi : Daisuke Akimi (VF : Yann Guillemot)
- Souichiro Hoshi : Lio Shirazumi (VF : Rémi Caillebot)

## Chapitres
1. Thanatos (俯瞰風景, Fukan Fūkei?) (2007)
2. Enquête criminelle 1.0 (殺人考察(前), Satsujin Kōsatsu (Zen)?) (2007)
3. Persistante douleur (痛覚残留, Tsūkaku Zanryū?) (2008)
4. L'abime du temple (伽藍の洞, Garan no Dō?) (2008)
5. Spirale contradictoire (矛盾螺旋, Mujun Rasen?) (2008)
6. Enregistrement de souvenirs oubliés (忘却録音, Bōkyaku Rokuon?) (2008)
7. Enquête criminelle 2.0 (殺人考察(後), Satsujin Kōsatsu (Go)?) (2009)
8. L'épilogue (終章, Shuushou?) (2011)
9. Future Gospel ((未来福音, Mirai Fukuin?) (2013)